# Телевизионная студия

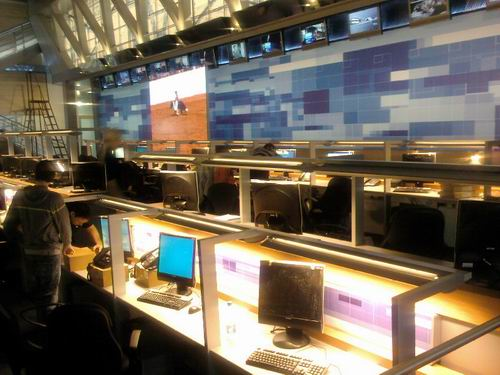
Ньюсрум «Первого канала»

Телевизионная студия (студия телевидения, телестудия):
- Специально оборудованное помещение, откуда ведутся телевизионные передачи или осуществляется их запись. Для создания требуемых акустических характеристик звучания стены и потолок студии покрывают звукопоглощающими материалами. Студия оборудуется системой освещения (в современных студиях - с программным управлением, обеспечивающим быстрое воспроизведение режимов освещения, найденных во время репетиций). Для отвода тепла, выделяемого осветительными приборами, студию оборудуют системой принудительной вентиляции с кондиционированием воздуха. Последние размещаются в студии на подвижных тележках (штативах) и соединяются с оборудованием аппаратных многожильным кабелем[1]. 
  - декорации, реквизит, ведущие и гости располагаются на специальной площадке (Studio floor[англ.]). Это «записываемая» часть студии. Всё то, что находится в этой части студии попадает в объективы камер.
  - производственная контрольная комната или диспетчерская контрольная комната (production control room[англ.] (PCR), или же studio control room, SCR) — место в телестудии, в котором происходит составление исходящей программы.
  - режиссёрская аппаратная (в которой размещаются рабочие места режиссёра и звукооператора, из которой режиссёр  руководит работой ассистентов режиссёра и операторов телевизионных передающих камер), совместно со студийной технической аппаратной (в которой размещается основное оборудование усиления и преобразования телевизионных сигналов, поступающих от телекамер) образуют аппаратно-студийный блок.

- Предприятия (по БСЭ, напр., также Центральная студия телевидения ГДР[2]) осуществляющие подготовку телевизионных программ и управляющиеся собственным директором. По отношению к аналогичным предприятиям США и стран Латинской Америки (которые кроме подготовки программ осуществляют их передачи посредством радиоволн) БСЭ употребляет термин «телевизионная станция»[3][4]. В СССР передачи местного телевидения подготавливались местными студиями телевидения (напр. Ленинградской студией телевидения, Киевской студией телевидения и т. п.) и радиотелецентрами местных телерадиокомитетов (напр. радиотелецентр Комитета по телевидению и радиовещанию Ленгороблисполкомов, радиотелецентр Комитета по телевидению и радиовещанию Горьковского облисполкома)[3]. Существовала также Центральная студия телевидения, однако в середине 1960-х гг. должности директора, главного редактора и главного режиссёра Центральной студии телевидения были упразднены, а её программные дирекции и тематические главные редакции были переведены в непосредственное подчинения председателя Государственного комитета СССР по телевидению и радиовещанию. Студии телевидения возглавлялись директорами (которые по должности являлись заместителями председателя телерадиокомитета), главным редактором и главным режиссёром, собственного административно-управленческого аппарат не имела, его функции выполнял административно-управленческий аппарат телерадиокомитета, как правило состояли из редакции программ и выпуска, главных редакций общественно-политических передач и художественных передач[5][6][7], ленинградская и республиканские студии телевидения - главных редакций программ и выпуска, информации, пропаганды, промышленности, строительства и сельского хозяйства, литературно-драматических передач, музыкальных передач, передач для детей, передач для молодёжи, научно-популярных и учебных передач, производства телефильмов[8]. В 1992 году должности директоров большинства местных студий телевидения были упразднены, а их тематические главные редакции реорганизованы в творческие объединения[9], либо местные студии телевидения стали студиями телевидения региональных ГТРК, одновременно вместо тематических главных редакций были созданы творческие объединения, в середине 1990-х - дирекции. В 2004 году были упразднены должности и их директоров[10], сами региональные ГТРК стали выпускать в основном информационные и информационно-аналитические телепередачи и лишь небольшое количество общественно-политических передач. О центральной студии телевидения см. ст. Государственный комитет СССР по телевидению и радиовещанию, Всесоюзная государственная телерадиокомпания и Останкино (телерадиокомпания)